# 太平洋证券
太平洋证券（上交所：601099）全称为太平洋证券股份有限公司，是一家中国证券公司。

## 历史
2004年在云南昆明成立，2007年4月在上海证券交易所挂牌上市。截至2020年3月，公司总资产达319亿元，净资产达104亿元。
2021年7月24日，中国证券监督管理委员会发布《2021年证券公司分类结果》，其中太平洋证券被评为CCC级，与2020年持平。